# Schloss Witzlasreuth
Das ehemalige Schloss Witzlasreuth lag in dem gleichnamigen Ortsteil Witzlasreuth der Oberpfälzer Gemeinde Kulmain im Landkreis Tirschenreuth von Bayern. 
Denkmalgeschützt sind archäologische Befunde sowie Funde aus der frühen Neuzeit im Bereich des ehemaligen Schlosses und Landsassengutes Witzlasreuth.

## Geschichte
1504 wurde Witzlasreuth von Jakob Löhneysen und seiner Gattin Margarete von Frankenreuth erworben. Das Gut Witzlasreuth gehörte 1519 zum Kastenamt Kemnath und war ein Lehen der Muracher.
Witzlasreuth entstand als Landsassengut, als 1560 Rochus Löneiß (auch LönEysen, Löhneysen bzw. Löneisen geschrieben) unter Mitwirkung des Landrichters und Pflegers von Waldeck von Amts wegen sowie mit Einwilligung der Witwe und der Vormünder der Kinder seines Bruders Hieronymus den Besitz übernahm. Er ist 1563 erstmals in den Landsassenmatrikeln eingetragen, dann nochmals 1566 und 1570. Von ihm ging das Rittergut an seine beiden Söhne Hans Wolf und Georg Engelhard Löneiß über. Der 1552 in Witzlasreuth geborene Georg Engelhard von Löhneysen wurde 1589 braunschweigischer Berghauptmann. Seinen Anteil an Witzlasreuth erwarb sein Bruder Hans Wolf Löneiß, sodass das ganze Gut wieder in einer Hand war. Hans Wolf Löneiß verstarb am 21. April 1614 und hinterließ neben seiner Witwe Barbara sechs unmündige Kinder. Als deren Vormünder fungierten Hans Siegmund von Hirschberg und Hans David Dietz auf Fuchsendorf. Im Witzlasreuther Schloss fand 1626 die Hochzeit von dem Domherrn zu Gandersheim Michael Büttner mit Ursula Löhneysen statt, aus deren direkter Nachfahrenschaft der spätere Fürst Otto von Bismarck hervorging.
Nachdem die Oberpfalz in das Kurfürstentum Bayern einverleibt wurde, hatte die Familie Löneiß wegen ihrer Religionszugehörigkeit die Ausweisung zu befürchten. Für den Religionswechsel erhielt Barbara von Löneiß eine Fristverlängerung bis zum März 1629. Allerdings wurde bald ihr Schwiegersohn Hans Friedrich Steinhauser Landsasse und blieb dies über die Zeit des Dreißigjährigen Krieges hinaus. 1652 huldigte er erneut. Er war Sohn des zu Grötschenreut und Frauenberg gesessenen Egid Steinhauser und hatte die jüngste Tochter des Hans Wolf Löneiß, Katharina Magdalena, geheiratet. Mit ihr war er bereits 1628 zum Katholizismus übergetreten. Eine Tochter der beiden vermählte sich mit Jakob Schreyer, der dann als Nachfolger auf Witzlasreuth 1673 und 1696 immatrikuliert war. 1707 hinterließ er seinen Besitz seinem Sohn Johan Mathias Schreyer von Blumenthal. Nach diesem werden 1725 Johann Sebastian Steinhauser und 1734 dessen Witwe als Gutsinhaber genannt.
Danach folgen 1747 Herrmann Friedrich von Frichtern und 1763 Johann Eder von Bernfeld, Obrist und später General sowie Festungskommandant zu Amberg, genannt. Die Witwe des Letzten veräußerte den Gutsbesitz 1780 an Johann Isaak Freiherrn von Eberts. Allerdings kam es über die Gültigkeit des Kaufvertrages zu einem langjährigen Prozess durch alle Instanzen, der erst 1800 endete. Aufgrund eines Vergleichs mit den Ebert’schen Erben erhielt am 20. April 1803 Johann Thomas Röthel das Landsassengut auf dem Kaufweg. Nach seinem Tod am 13. Juli 1808 wurde das Gut von seinen Erben als Allod bezeichnet, ohne dies aber belegen zu können.
Das Gut wurde 1839 von Major Bernhard von Hirschberg angekauft. Sein Versuch, hier die Jurisdiktion zu erwerben, wurde aber zurückgewiesen, da im Normaljahr 1806 der damalige Besitzer keine landesherrliche Verleihungsurkunde vorweisen konnte. Damit sei die Patrimonialgerichtsbarkeit bereits damals an den Staat übergegangen. Das Dorf Witzelsreut gehörte zur Gemeinde Oberwappenöst, 1946 wurde diese bis dahin selbständige Gemeinde nach Kulmain eingegliedert.